# Omsewitz
Omsewitz-Burgstädtel is een plaats in de Duitse gemeente Dresden, deelstaat Saksen, en telt 1.850 inwoners.

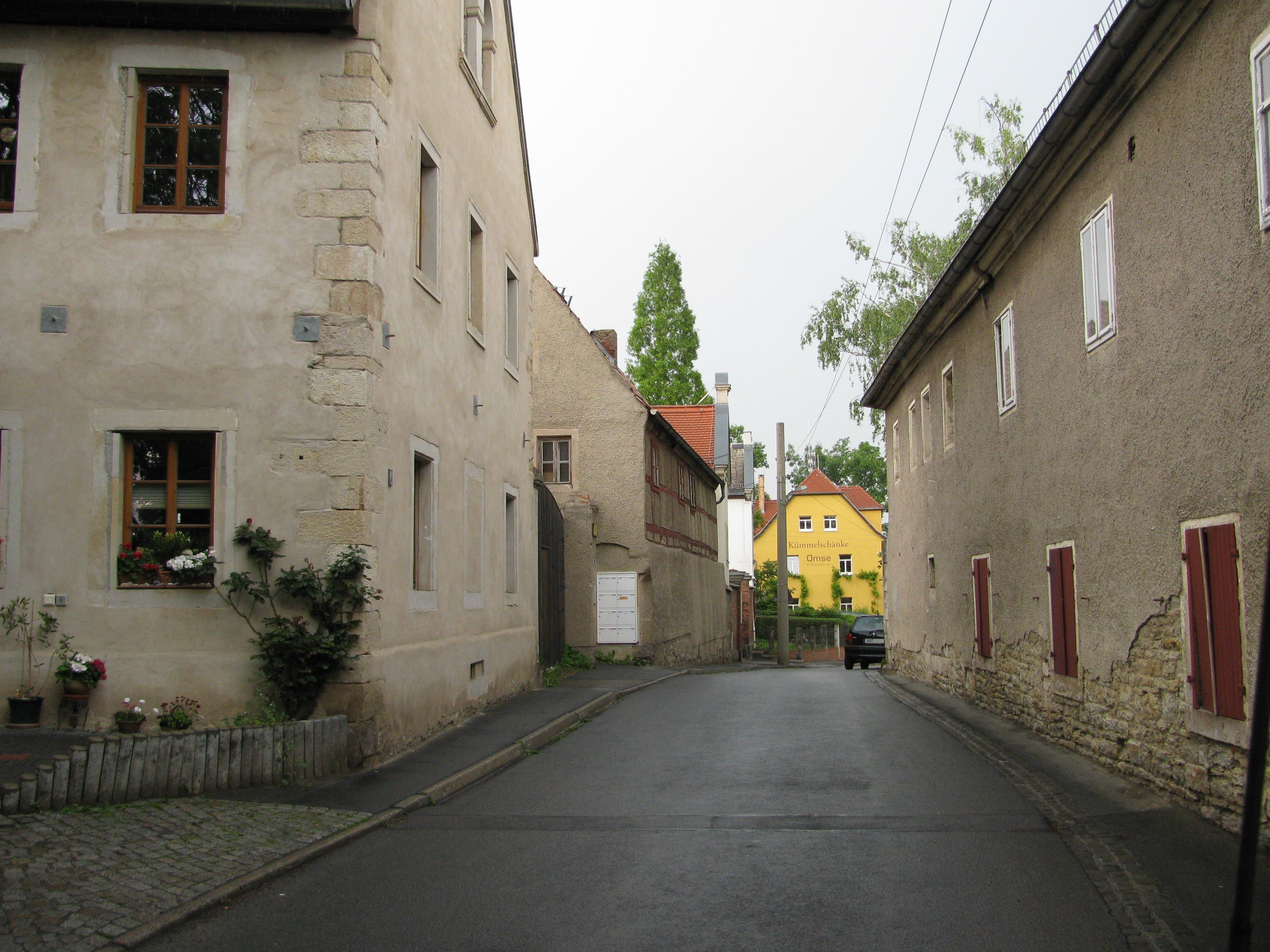